# The Aeroplane Flies High
The Aeroplane Flies High er et bokssæt udgivet af Smashing Pumpkins i november 1996. Udgivelsen indeholder fem cd'er – de fem singler fra dobbeltalbummet Mellon Collie and the Infinite Sadness, der blev udgivet året før. Hver cd indeholder fem-seks originale b-sider ud over selve singlen, og bokssættet består af i alt 33 sange.
Virgin Records, der udgav bokssættet, havde ikke de store forventninger til den massive udgivelse, især efter bandet kun et år forinden havde udgivet 28 sange på bandets tredje album, Mellon Collie and the Infinite Sadness. Pladeselskabet tvivlede på, at fans havde lyst til at købe 28 b-sider fra et album, der i forvejen havde 28 sange. The Aeroplane Flies High blev dog en uventet kommerciel succes, og den oprindelige produktion af 200.000 eksemplarer blev forholdsvist hurtigt udsolgt. I alt er der blevet solgt 300.000 eksemplarer - altså 1,5 million cd'er _ af The Aeroplane Flies High, hvilket var nok til at give bandet endnu en platinplade.
Foruden de fem hitsingler - "Bullet with Butterfly Wings", "1979", "Zero", "Tonight, Tonight" og "Thirty-three" - fra bandets tredje album, består udgivelsen af 28 sange, der tidligere kun er blevet udgivet som b-sider på singleudgivelser, som spredte sig over slutningen af 1995 og hele 1996. Flere af sangene er dog tidligere ikke blevet udgivet, primært cover-sangene på cd'en med "Bullet with Butterfly Wings", der blev indspillet særligt til denne udgivelsen efter indspilningen af dobbeltalbummet.
I forbindelse med udgivelsen af bandets syvende album Oceania i 2012 lavede musikmagasinet Rolling Stone en oversigt over de 20 bedste sange fra Smashing Pumpkins ud fra en omfattende afstemning blandt fans. På listen kom de fem singler fra Mellon Collie and the Infinite Sadness, der også blev udgivet på The Aeroplane Flies High, men også "Set the Ray to Jerry" blev stemt ind som nummer 19 som den højestplacerede b-side.
The Aeroplane Flies High bliver genudgivet den 23. juli med bonusmateriale i form af demoer, outtakes og dvd-materiale. I alt kommer genudgivelsen til at bestå af seks cd'er og en live-dvd med koncertoptagelser fra den 4. juli 1997. Der er i alt 104 numre på udgivelsen fordelt med bonustracks på de fem originale cd'er, samt en sjette cd med liveoptagelser fra 1996, blandt en liveversion af "Silverfuck" fra bandets koncert i KB-Hallen den 9. april 1996.

## Skæringsliste
Alle sange er skrevet af Billy Corgan, med mindre andet er noteret.
Bullet with Butterfly Wings (CD1)
1. "Bullet with Butterfly Wings"
2. "...Said Sadly" (James Iha)
3. "You're All I've Got Tonight" (Ric Ocasek, oprindeligt indspillet af The Cars)
4. "Clones (We're All)" (David Carron, oprindeligt indspillet af Alice Cooper)
5. "A Night Like This" (Robert Smith, oprindeligt indspillet af The Cure)
6. "Destination Unknown" (Dale Bozzio, Terry Bozzio, Warren Cuccurullo, oprindeligt indspillet af Missing Persons)
7. "Dreaming" (Debbie Harry, Chris Stein, oprindeligt indspillet af Blondie)

1979 (CD2)
1. "1979"
2. "Ugly"
3. "Believe" (Iha)
4. "Cherry"
5. "The Boy" (Iha)
6. "Set the Ray to Jerry"

Zero (CD3)
1. "Zero"
2. "God"
3. "Mouths of Babes"
4. "Tribute to Johnny"
5. "Marquis in Spades"
6. "Pennies"
7. "Pastichio Medley" †

† "Pasticho Medley" er en 23 minutter lang sammenkædning af små stykker musik fra bandets massive øve-sessions og albumindspilninger. Nummeret består af "The Demon", "Thunderbolt", "Dearth", "Knuckles", "Star Song", "Firepower", "New Waver", "Space Jam", "Zoom", "So Very Sad About Us", "Phang", "Speed Racer", "The Eternal E", "Hairy Eyeball", "The Groover", "Hell Bent for Hell", "Rachel", "A Dog's Prayer", "Blast", "The Black Rider", "Slurpee", "Flipper", "The Viper", "Bitch", "Fried", "Harmonia", "U.S.A.", "The Tracer", "Envelope Woman", "Plastic Guy", "Glasgow 3am", "The Road Is Long", "Funkified", "Rigamarole", "Depresso", "The Streets Are Hot Tonite", "Dawn at 16", "Spazmatazz", "Fucker", "In the Arms of Sheep", "Speed", "77", "Me Rock You Snow", "Feelium", "Is Alex Milton", "Rubberman", "Spacer", "Rock Me", "Weeping Willowly", "Rings", "So So Pretty", "Lucky Lad", "Jackboot", "Milieu", "Disconnected", "Let Your Lazer Love Light Shine Down", "Phreak", "Porkbelly", "Robot Lover", "Jimmy James", "America", "Slinkeepie", "Dummy Tum Tummy", "Fakir", "Jake", "Camaro", "Moonkids", "Make It Fungus", "V-8" og "Die".
Komplette udgaver af "Knuckles," "New Waver," "Zoom," "Phang" "Blast," og "Speed" blev udgivet på genudgivelsen af Mellon Collie and the Infinite Sadness i december 2012.
Tonight, Tonight (CD4)
1. "Tonight, Tonight"
2. "Meladori Magpie"
3. "Rotten Apples"
4. "Medellia of the Grey Skies"
5. "Jupiter's Lament"
6. "Blank"
7. "Tonite Reprise"

Thirty-three (CD5)
1. "Thirty-three"
2. "The Last Song"
3. "The Aeroplane Flies High (Turns Left, Looks Right)"
4. "Transformer"
5. "The Bells" (Iha)
6. "My Blue Heaven" (Walter Donaldson, George A. Whiting)

## Bandet
The Smashing Pumpkins
- Billy Corgan (sang, guitar, klaver, producer, mixing, illustrationer)
- James Iha (guitar, sang på "...Said Sadly", "A Night Like This", "The Boy", "Believe" og "The Bells", producer, engineering, mixing)
- D'arcy Wretzky (bas, sang på "Dreaming" og "The Bells", producer)
- Jimmy Chamberlin (trommer)

Gæstemusikere
- Keith Brown (klaver)
- Billy Corgan, Sr. (guitarsolo på "The Last Song")
- Dennis Flemion (instrumenter på "Medellia of the Gray Skies")
- Jimmy Flemion (instrumenter på "Medellia of the Gray Skies")
- Nina Gordon (sang på "...Said Sadly")
- Chris Martin (klaver)
- Eric Remschneider (cello på "The Bells")
- Adam Schlesinger (klaver på "The Bells")

## Genudgivelse
Den 23. juli 2013 blev The Aeroplane Flies High genudgivet. Foruden en remastered version af bokssættets originale 33 sange blev hver af de fem originale cd'er fyldt ud med bonusmateriale i form af demooptagelser og liveoptagelser fra bandets enorme bagkatalog, primært materiale fra 1994 til 1997. En sjette bonusdisk udelukkende med koncertoptagelser fra bandets verdensturné i 1996, samt en live-dvd med en koncert fra Frankrig den 4. juli 1997 var ligeledes inkluderet. I alt består genudgivelsen af 104 numre.

### CD 1:Bullet with Butterfly Wings
1. "Bullet with Butterfly Wings"
2. "...Said Sadly" (James Iha)
3. "You're All I've Got Tonight" (Ric Ocasek, oprindeligt indspillet af The Cars)
4. "Clones (We're All)" (David Carron, oprindeligt indspillet af Alice Cooper)
5. "A Night Like This" (Robert Smith, oprindeligt indspillet af The Cure)
6. "Destination Unknown" (Dale Bozzio, Terry Bozzio, Warren Cuccurullo, oprindeligt indspillet af Missing Persons)
7. "Dreaming" (Debbie Harry, Chris Stein, oprindeligt indspillet af Blondie)
8. "Movers and Shakirs"
9. "Germans in Leather Pants"
10. "Millieu"
11. "Jackboot"
12. "A/Ab/E/B/F#"
13. "Rings"
14. "Ugly"
15. "Blaster Caster"
16. "Little Ditty"
17. "Verily I Say"
18. "New Waver"
19. "The Groover"
20. "Ravi Revi Roo"
21. "On the Loose"
22. "Slurry"

Bonustracks 8-22 blev indspillet i Gravity Studios i Chicago, USA mellem 15. og 16. marts 1994.

### CD 2:1979
1. "1979"
2. "Ugly"
3. "Believe" (Iha)
4. "Cherry"
5. "The Boy" (Iha)
6. "Set the Ray to Jerry"
7. "Tonight, Tonight" (acoustic version/instrumental rough)
8. "Jupiter's Lament" (Billy Corgan solo)
9. "Zero" (8trk demo)
10. "Marquis in Spades" (8trk demo)
11. "Have Love Will Travel" (8trk demo)
12. "Infinite Sadness" (Siamese-outtake)
13. "1979" (acoustic)
14. "Aeroplane Flies High" (acoustic snippet)
15. "Take Me Down" (instrumental)
16. "Star Song" (dat mix/vocal rough)

### CD 3:Zero
1. "Zero"
2. "God"
3. "Mouths of Babes"
4. "Tribute to Johnny"
5. "Marquis in Spades"
6. "Pennies"
7. "Pastichio Medley"
8. "By Starlight" (live)
9. "Set the Ray to Jerry" (live)
10. "Mouths of Babes" (live)
11. "Cupid de Locke" (live)
12. "Galapagos" (live)
13. "To Forgive" (live)
14. "Lily (My One and Only)" (live)
15. "Here Is No Why" (live)

Bonustracks 8–15 blev optaget ved bandets koncert på Double Door i Chicago den 27. februar 1995. Koncerterne på Double Door fandt sted umiddelbart inden, bandet gik i studiet for at indspille Mellon Collie and the Infinite Sadness.

### CD 4:Tonight, Tonight
1. "Tonight, Tonight"
2. "Meladori Magpie"
3. "Rotten Apples"
4. "Medellia of the Grey Skies"
5. "Jupiter's Lament"
6. "Blank"
7. "Tonite Reprise"
8. "Stumbleine" (live)
9. "Ugly" (live)
10. "Meladori Magpie" (live)
11. "God" (live)
12. "Love" (live)
13. "Pissant" (live)
14. "Hello Kitty Kat" (live)
15. "Special Winner's Song" (live)
16. "I Just Wanna Make Love to You" (live)

Bonustracks 8-16 blev optaget ved bandets koncerter på Double Door i Chicago den 21., 27. og 28. februar 1995. Koncerterne fandt sted umiddelbart inden, bandet gik i studiet for at indspille Mellon Collie and the Infinite Sadness.

### CD 5:Thirty-three
1. "Thirty-three"
2. "The Last Song"
3. "The Aeroplane Flies High (Turns Left, Looks Right)"
4. "Transformer"
5. "The Bells" (Iha)
6. "My Blue Heaven" (Walter Donaldson, George A. Whiting)
7. "Silverfuck" (live 7/10/96)

Liveversionen af "Silverfuck" fra bandets verdensturné i 1996 er eneste bonustrack på den femte bonus-cd. Ofte på turnéen afsluttede bandet sine koncerter med en udvidet og revideret (ofte flere forskellige versioner) af Siamese Dream-nummeret, der som regel varede mellem 20 og 40 minutter.

### CD 6:Live Inside the Dark Globe
1. "Where Boys Fear to Tread" (Cleveland, Ohio 7.3.96)
2. "Zero" (San Francisco, Californien 2.7.96)
3. "Fuck You (An Ode to No One)" (Stockholm, Sverige 4.10.96)
4. "X.Y.U." (Los Angeles, Californien 2.3.96)
5. "To Forgive" (Washington, D.C. 1.6.96)
6. "Thirty-three" (New York City, New York 1.11.96)
7. "Tonight, Tonight" (New York City, New York 1.11.96)
8. "Lily (My One and Only)" (Washington, D.C. 1.5.96)
9. "Porcelina of the Vast Oceans" (Cleveland, Ohio 7.3.96)
10. "Jellybelly" (Gent, Belgien 4.6.96)
11. "Bullet with Butterfly Wings" (Los Angeles, Californien 2.3.96)
12. "By Starlight" (Buffalo, New York 7.2.96)
13. "Bodies" (Philadelphia, Pennsylvania 7.5.96)
14. "Silverfuck" (KB-Hallen i København, Danmark 4.9.96)

### Live-DVD:Deluxe Edition Concert DVD
1. "Glimpses"
2. "Where Boys Fear to Tread"
3. "Eye"
4. "Tonight, Tonight"
5. "Transformer"
6. "Thru the Eyes of Ruby"
7. "The End Is the Beginning Is the End"
8. "By Starlight"
9. "Bullet with Butterfly Wings"
10. "Muzzle"
11. "1979"
12. "X.Y.U."
13. "Porcelina of the Vast Oceans"
14. "The Aeroplane Flies High (Turns Left, Looks Right)"

Alle sange er fra bandets koncert i Malsaucy Lake i Belfort, Frankrig den 4. juli 1997. Ugen inden havde bandet spillet på Roskilde Festival. Matt Walker spiller trommer under koncerten.